# Dominio tipo III de la fibronectina
El dominio de la fibronectina tipo III  es un dominio proteico ampliamente conservado en proteínas animales. La fibronectina, proteína en la que se identificó este dominio por primera vez, tiene 16 copias El dominio tiene unos 100 aminoácidos de longitud y posee una estructura tipo sándwich beta.[cita requerida]
 Los dominios de fibronectina se encuentran en una amplia variedad de proteínas extracelulares. Están ampliamente distribuidos en las especies animales, pero también se encuentran en proteínas de levadura, plantas y bacterias.

## Proteínas humanas que contienen este dominio
ABI3BP;    ANKFN1;    ASTN2;     AXL;       BOC;       BZRAP1;    C20orf75;  CDON;
CHL1;      CMYA5;     CNTFR;     CNTN1;     CNTN2;     CNTN3;     CNTN4;     CNTN5; CNTN6;     COL12Un1;   COL14Un1;   COL20Un1;   COL7Un1;    CRLF1;     CRLF3;     CSF2RB;
CSF3R;     DCC;       DSCAM;     DSCAML1;   EBI3;      EGFLAM;    EPHA1;     EPHA10;
EPHA2;     EPHA3;     EPHA4;     EPHA5;     EPHA6;     EPHA7;     EPHA8;     EPHB1;
EPHB2;     EPHB3;     EPHB4;     EPHB6;     EPOR;      FANK1;     FLRT1;     FLRT2; FLRT3;     FN1;       FNDC1;     FNDC3Un;    FNDC3B;    FNDC4;     FNDC5;     FNDC7;
FNDC8;     FSD1;      FSD1L;     FSD2;      GHR;       HCFC1;     HCFC2;     HUGO; IFNGR2;    IGF1R;     IGSF22;    IGSF9;     IGSF9B; IL4R;   IL11RA;    IL12B;     IL12RB1; IL12RB2;   IL20RB;    IL23R;     IL27RA;    IL31RA;    IL6R;      IL6ST;     IL7R;
INSR;      INSRR;     ITGB4;     Il6ST;     KAL1;      KALRN;     L1CAM;     LEPR;
LIFR;      LRFN2;     LRFN3;     LRFN4;     LRFN5;     LRIT1;     LRRN1;     LRRN3; MERTK;     MID1;      MID2;      MPL;       MYBPC1;    MYBPC2;    MYBPC3;    MYBPH;
MYBPHL;    MYLK;      MYOM1;     MYOM2;     MYOM3;     NCAM1;     NCAM2;     NEO1;
NFASC;     NOPE;      NPHS1;     NRCAM;     OBSCN;     OBSL1;     OSMR;      PHYHIP; PHYHIPL;   PRLR;      PRODH2;    PTPRB;     PTPRC;     PTPRD;     PTPRF;     PTPRG;
PTPRH;     PTPRJ;     PTPRK;     PTPRM;     PTPRO;     PTPRS;     PTPRT;     PTPRU;
PTPRZ1;    PTPsigma;  PUNC;      RIMBP2;    ROBO1;     ROBO2;     ROBO3;     ROBO4; ROS1;      SDK1;      SDK2;      SNED1;     SORL1;     SPEG;      TEK;       LAZO1; TNC;       TNN;       TNR;       TNXB;      TRIM36;    TRIM42;    TRIM46;    TRIM67;
TRIM9;     TTN;       TYRO3;     UMODL1;    USH2Un;     VASN;      VWA1;      dJ34F7.1;
fmi;